# マスター (ドクター・フー)
マスター（英: The Master）は、イギリスのSFテレビドラマ『ドクター・フー』の登場人物。主人公ドクターと同じくタイムロードに反旗を翻した人物であり、ドクターの宿敵である。
マスターは1971年の初登場以降様々な俳優によって演じられており、これはマスターが他の人物の肉体を乗っ取る、あるいは生命が危機に瀕したタイムロードの能力として再生（regenerate）した結果である。1971年にロジャー・デルガードがこの役を始め、1973年に他界するまでマスター役を演じた。1976年から番組が一旦終了する1989年まではピーター・プラット、ジオフレイ・ビーバース、アンソニー・アインリーによって演じられた。1996年のテレビ映画ではエリック・ロバーツがマスター役を引き継ぎ、2005年以降の新シリーズではデレク・ジャコビとジョン・シムが演じた。2014年にはミシェル・ゴメスがシリーズ初の女性マスターとしてデビューした。
ビーバース、ジャコビ、ゴメスはオーディオドラマでもマスター役を演じ、Big Finish 特有のマスター役としてアレックス・マックイーンとジェームズ・ドレフスが出演している。

## 起源
制作陣は繰り返し登場させる悪役としてマスターを考案し、1971年に“Terror of the Autons”で初登場を果たした。マスターという名前はプロデューサーのバリー・レッツと脚本のテランス・ディックスがドクターと同様に学位に由来して名付けたものである。1971年にはジョー・グラントとマイク・イェーツとともに「3人の新キャラクター」としてスケッチが発表され、ドクターと同等あるいは彼を凌駕する水準の存在として考案されたことが示された。
バリー・レッツはロジャー・デルガードをマスター役にすることを考えており、彼は映画の悪役として長いキャリアがあり、既に『ドクター・フー』に3回も出演する計画が立ち上がっていた。彼はかつてバリー・レッツと仕事を共にしており、3代目ドクター役のジョン・パートウィーの友人でもあった。
マルコム・ハルクはドクターとマスターの関係について「マスターとドクターの間には特別な関係があった。マスターはドクターを排除することを心から望んではいないように感じられた。ドクターはその時代の全宇宙で唯一マスターに似た人間、反逆者のタイムロードであり、おかしなことに共犯者でもある。」とコメントしている。

## 目的と性格
マスターは宇宙の支配を目論んでおり、1976年の“The Deadly Assassin”では森羅万象の支配者になることが野望とされている。第二の目的はドクターを苦しめることであり、1972年の“The Sea Devils”では、ドクターの気に入っている人類の滅亡を見ることが報酬になると述べている。

## 人物

### 知性と態度
マスターとドクターの知性は近い水準にある。2人はガリフレイのタイムロードアカデミーでクラスメイトであり、そこでマスターはドクターよりも優秀な成績を収めていた。同様のつながりは2009年クリスマススペシャル『時の終わり Part1』でも言及され、マスターが10代目ドクターと共に子供時代を振り返っている。シリーズ3『ユートピア』では、偽装していたマスターの正体が露見する前に、10代目ドクターが彼を天才として知性を称賛している。10代目ドクターは『時の終わり Part2』でもマスターの知性を称賛しており、彼が野望を諦めるならさらに優れていると主張した。12代目ドクターはミッシーを「私とほぼ同じ程度に賢い人物」と評価している。
デルガードの演じたマスターは物腰の柔らかい魅力的なソシオパスであり、殺意と礼儀を同時に兼ね備えている。当時のマスターのデザインは古典文学のスヴェンガーリへのオマージュである。
ジョン・シムの演じたマスターは緊迫した状況に置いても過剰に活発な性格であり、10代目ドクターと類似する。プロデューサーによると、これはドクターとマスターの類似点を強調するだけでなく、ドクター最大の強みの1つをマスターに与え、彼の脅威を増大させるための試みである。劇中では、ドクターが若く強くなれるのなら自分にもできるとマスターが主張している。Doctor Who Confidential のエピソードである "Lords and Masters" では、ラッセル・T・デイヴィスはマスターをソシオパスとサイコパスの両方に分類している。
ミシェル・ゴメスはジョン・シムが演じたマスターの性格を引き継いでおり、特にサイコパスな振る舞いや不適切な情緒反応が見られた。また、歴代マスターに一貫していた犯罪的知性と冷酷な殺人行動も健在である。しかし彼女には男たらしな態度が多く見られ、女性という新たなアイデンティティを以てして、以前シリーズ3『サウンド・オブ・ドラム』で描かれたようなドクターとマスターの曖昧な絆を完全に表現していた。人間に死と痛みを与えてドクターを人道的な誘惑で苦しめ、彼を友人やボーイフレンドと呼称し、彼に認められ仲間になることを望んでいた。彼女は以前よりも自分が精神的に危険であることを自覚しており、UNITのエージェントであるオズグッドを殺害する際には自分自身を「イカレてる」と表現した。しかしながら、死刑執行を免れてドクターによりヴォールドに収監されて監視されるようになると、ミッシーは過去の自分の行動に関して反省の兆候を示し始め、過去の自分自身を乗り越えてドクターの側に味方した。

### 精神能力
ドクターとマスターは両者とも催眠能力を持ち、目線や声だけでも人を支配するマスターの力はドクターのものよりも遥かに卓越している。“Logopolis”でドクターはマスターについて「彼はタイムロードだ。いろいろと同じ精神を持っている。（He's a Time Lord. In many ways, we have the same mind.）」と述べている。“Castrovalva”や“The Keeper og Traken”、“Time-Flight”で見られるようにマスターはドクターの行動を予期することが多々あり、自分の存在を知らしめるためだけにドクターを嵌める精巧な罠を計画している。“The Deadly Assassin”ではマスターはドクターへ偽のテレパシーメッセージを送ることができたが、これが生得的なテレパシー能力によるものか科学力によるものなのかは不明である。
『時の終わり』ではドクターがかつて他者の心を読み取るのに使ったサイキック技術をマスターが用い、自身の精神の中で響くドラムの音をドクターに聞かせている。

### ターディス
オリジナルのシリーズではマスターのターディスには完全に機能するカメレオン回路があり、馬匹運搬車や宇宙船、モミの木、コンピューターバンク、置時計、建築用の柱、鉄の処女、暖炉、ブリティッシュ・エアウェイズの飛行機、コテージ、三角形の柱に姿を変えている。“The Keeper of Traken”で見られたマスターのターディスは置時計のほかに石灰の彫像メルカーの姿をし、歩くことも可能だった。メルカー型のターディスは破壊された。“Logopolis”の時点ではマスターのターディスはドクターのものと同様にポリスボックスの姿をしている。

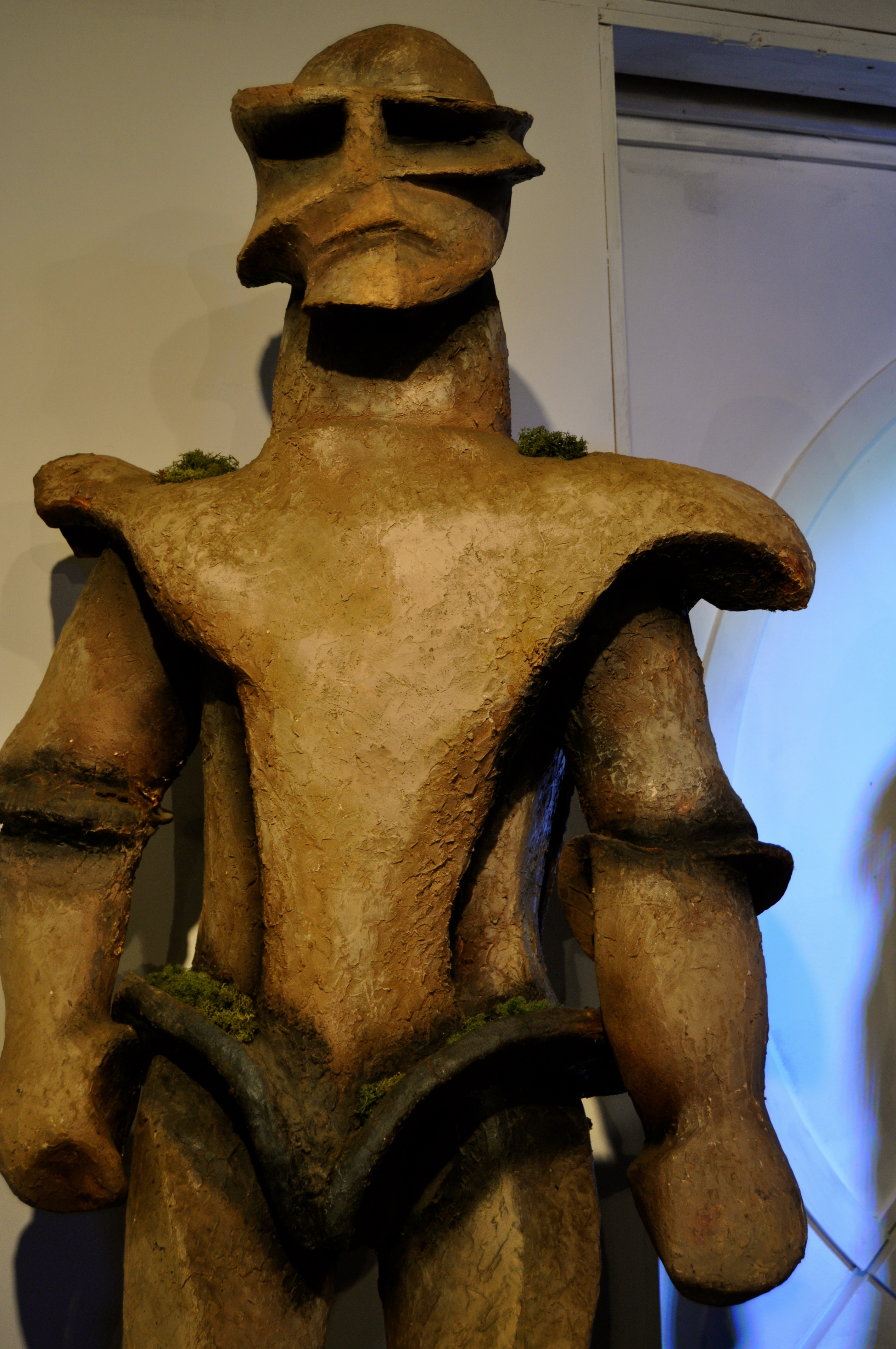
メルカー

マスターがミッシーとして登場した際には、『天国での死』で12代目ドクターはマスターが計画を遂行するためにターディスを手に入れたと考えた。しかしミッシーはシリーズ9では時空操作器でタイムトラベルをしている。『散りゆくドクター』ではマスターがガリフレイを去る前にターディスを手に入れたが、ブラックホールの重力圏からいち早く脱出しようとして非物質化回路を焼いてしまった。彼の未来にあたるミッシーは彼に予備の回路を渡し、これでマスターはターディスを修理して飛び去って行った。

### 携帯する武器
マスターのオリジナルの武器はTCE（tissue compression eliminator）であり、対象を人形のようなプロポーションに縮小する過程で殺害する道具である。外見はドクターのソニック・スクリュードライバーに似る。マスターには好みの武器があるにも拘わらず、ラッセル・T・デイヴィスはマスターがドクターに対して多くのトリックを持つことに基づき、『サウンド・オブ・ドラム』でのマスターの再登場時にそれを復活させないことを決定した。TCEではなくステイザー・ピストルを用いているオーディオも複数ある。
『サウンド・オブ・ドラム』ではマスターは新たな携帯式武器レーザー・スクリュードライバーを登場させた。この装置は強力なレーザー兵器として機能し、一撃で相手を殺害できる。ラザラス教授により開発されたジェネティック・マニピュレーターの小型版を用いることで対象を老化させる機能もある。ドライバー自体にはテクノバブル技術と生体認証セキュリティがあり、マスター以外の何者も使用できないように設定されている。『散りゆくドクター』ではマスターがレーザー・スクリュードライバーをサイバーマンとの戦いで使用する。ミッシーに刺された後にマスターは彼女を最大出力で撃っており、彼女の再生を阻止して完全に殺害した。
シリーズ8『ネザースフィア』と『天国での死』では、ミッシーは大型のスマートフォンほどの小型携帯デバイスを使用しており、周囲の物体のスキャンや自身の技術の遠隔操作が可能である。これには武器も内蔵されており、ドクター・チャン、オズグッド、セブの肉体を崩壊させている。『魔術師の弟子』では、ミッシーは新たな改良版のデバイスを使用しており、より強力になっている描写がある。上空の飛行機を停止させて制御したほか、UNITのSPを試すように殺害している。
ミッシーの傘も偽装したソニックあるいはレーザーデバイスであることがシリーズ10『散りゆくドクター』で明かされており、攻撃してくるサイバーマンに対しての防衛に用いている。『天国での死』で更なる風変りな機能が試行されており、メアリー・ポピンズのような服装で短い距離だけ空中を移動可能である。
実際には武器ではないものの、ミッシーは互いにリンクした時空操作機のペアを持っており、自分とクララ・オズワルドをエセックスに転送するのに用いている。これらはシリーズ9『魔法使いの友』でダーレクに抹殺されるのを回避するために、殺されたと見せかけてダーレクの武器のエネルギーを転送エネルギーに変換した際に破損した。同エピソードでミッシーのブローチにはドクターから渡されたガリフレイのダークスター合金でできたピンが仕込まれているとミッシーは語っており、これをダーレクの外殻に穴を開けるため使用している。『散りゆくドクター』では、ミッシーは小型の刃物を袖に仕込んでおり、過去の自分自身に刺して再生のきっかけを作った。

## 俳優・女優
シリーズ中でマスターを演じた俳優・女優と、最初と最後の登場を示す。
| 俳優                   | エピソード数         | 初登場                    | 放送日         | 最後の登場                | 放送日         |
| ---------------------- | -------------------- | ------------------------- | -------------- | ------------------------- | -------------- |
| ロジャー・デルガード   | 43エピソード（8話）  | Terror of the Autons      | 1971年11月2日  | Frontier in Space         | 1973年3月31日  |
| ピーター・プラット     | 4エピソード（1話）   | The Deadly Assassin       | 1976年10月30日 | The Deadly Assassin       | 1976年11月20日 |
| ジオフレイ・ビーバース | 4エピソード（1話）   | The Keeper of Traken      | 1981年1月31日  | The Keeper of Traken      | 1981年2月21日  |
| アンソニー・アインリー | 28エピソード（11話） | The Keeper of Traken      | 1981年2月21日  | Survival                  | 1989年12月6日  |
| エリック・ロバーツ     | 1エピソード（1話）   | Doctor Who （テレビ映画） | 1996年3月27日  | Doctor Who （テレビ映画） | 1996年3月27日  |
| デレク・ジャコビ       | 1エピソード（1話）   | ユートピア                | 2007年6月16日  | ユートピア                | 2007年6月16日  |
| ジョン・シム           | 7エピソード（3話）   | ユートピア                | 2007年6月16日  | 散りゆくドクター          | 2017年7月1日   |
| ミシェル・ゴメス       | 15エピソード（12話） | 深呼吸                    | 2014年8月23日  | 散りゆくドクター          | 2017年7月1日   |

## コンパニオン
ドクターとは違い、マスターはコンパニオンとともには旅をしない。例外的にコンパニオンがいた時期もあるが、コンパニオンというよりは道具として扱っている。“Castrovalva”ではドクターのコンパニオンであるアドリックがマスターに拉致され、ブロック転送計算を強要された。後に、“The King's Demons”でカメリオンがマスターに操られていたところをドクターが救出しており、さらにマスターが “Planet of Fire”でカメリオンの支配を取り戻している。“The Ultimate Foe”の第2のエピソードではサバロム・グリッツがマスターとともにタイムロードの秘密を調査しに行く決断をしている。
1996年のテレビ映画では、ドクターがマスターの肉体を盗んだと信じ込まされたチャン・リーがマスターを救助した。リーがマスターの真実に気づき始めると彼の確信は揺らぎ始め、マスターに殺害されることとなった。50周年記念事業の1つとしてリリースされたドキュメンタリーシリーズ“The Doctors Revisited - The Eighth Doctor”では、リーはグレース・ホロウェイともに8代目ドクターのコンパニオンとして紹介されている。
『ユートピア』では、チャン・ゾーがコンパニオンに近い役割でヤナ教授のそばで行動している。チャン・ゾーは17年間「献身的なアシスタント」として彼とともにいたが、マスターは本性が露見した際に自分を解放しなかったことでチャン・ゾーを叱責した末、互いに致命傷を負い、チャン・ゾーは死亡してマスターは再生に至った。
『サウンド・オブ・ドラム』ではハロルド・サクソンとしてマスターはルーシー・サクソンと結婚しており、「忠実なコンパニオン」と述べている。ルーシーはマスターの計画の真実に気づいていながら彼に忠誠を誓っていた。彼女は彼と共に宇宙の終焉に位置するユートピアへ旅し、「何も意味がない」と確信を持った。彼らの関係はプラトニック・ラブには見えず、頻繁にキスをし、結婚に見せかけ以上の意味があるような振る舞いを見せている。ルーシーは結婚に関して「良くも悪くも私の選択」と述べている。『ラスト・オブ・タイムロード』でも彼女は登場したが、明らかな身体的虐待の兆しが見られ、マスターに対する忠誠心も薄れていた。劇中の終盤で彼女はマスターを射殺した。彼女は投獄されるが、マスターの信奉者が『時の終わり Par1』で彼を蘇生させる準備をした際に、マスターの復活を完全なものとするため唇に残されたマスターのDNAを提供するように強要される。復活を予期したルーシーは化学物質の入った瓶を投げ込んで復活を阻止し、爆発によって自らの命を失いながらも、引き換えにマスターの復活を不完全なものに抑えることに成功した。
コンパニオンを持たないのが伝統であるが、マスターは“The Mark of the Rani”でもう1人の悪の反逆者タイムロードであるラニと手を結んでドクターを脅威に晒したことがある。マスターはまた、ダーレクやサイバーマンおよびオウトンを含めて、作中の他の悪役と同盟を組んだことでも知られる。これらの同盟はいずれも長く続かず、自身の野望を達成するどころかドクターが止めに来るまでに崩壊した。

## 劇中の行動

### 3代目ドクターとの遭遇
ロジャー・デルガードが演じたマスターは“Terror of the Autons”で初登場を果たし、ネスティーン意識体と手を組んで彼らの地球侵略を手助けした。3代目ドクターが最後にマスターに計画を止めるよう説得すると、マスターは自身のターディスに乗って逃亡したが、ドクターによりターディスの非物質化回路を奪われ機能不全に追い込まれた。
クラシックシリーズのシーズン8ではマスターはメインキャラクターとなっている。“The Mind of Evil”では、第五次世界大戦の引き金となる神経ガスミサイルの発射を画策した後、ターディスの回路をドクターから奪還した。“The Claws of Axos”で地球侵攻を企て、“Colony in Space”で2472年に惑星ユクサリウスの終末兵器を使って銀河系を人質にしようとして失敗した後、“The Dæmons”でエイリアンのアザルによるマスターへの力の供給をジョー・グラントにより阻止され、UNITにより地球で囚われの身となった。
“The Sea Devils”でマスターはイングランドの海岸沿いの監獄島から脱獄する。彼は監獄の管理者であるトレンチャード大佐に対して HMS Seaspite から電子機器を盗むよう説得し、それを用いて地球の先住民族のレプティリアンであるシーデビルとコンタクトを取り、人類から地球を取り戻す手助けを打診した。彼はドクターも説得してシーデビルを数百万年の眠りから解放する装置の開発を手伝わせるが、ドクターは装置に負荷をかけて故障させ、シーデビルの基地を破壊して彼らと人類の戦争を未然に防いだ。マスターはホバークラフトで後に脱出した。この話において、マスターがかつてはとても良い友人だったとドクターは語った。
マスターとしてのデルガードの最後の登場は“Frontier in Space”であり、マスターはダーレク族とオグロン族とともに人類とドラコニアン帝国の間で戦争を起こそうと暗躍していた。計画は失敗し、マスターはドクターを撃って逃亡した。
デルガードはシーズン11のフィナーレ“The Final Game”で再登場を果たす予定だったが、1973年に彼が交通事故で死亡し、この物語は撮影されなかった。

### 新しい命を求めての冒険
ピーター・プラットは痩せこけた死体に似た重厚な特殊メイクでマスターを演じ、“The Deadly Assassin”でマスターが再登場した。惑星テルスロスのゴス首相に発見されたマスターは、最後の再生と最後の命の終わりが迫っていることが明かされる。マスターは新たな再生サイクルを手に入れるべく、タイムロード評議会の首領ラシロンの装置を使ってガリフレイを犠牲にして「ハーモニーの目」を操作しようとした。しかし4代目ドクターがマスターを阻み、彼が死ぬ前にドクターはその場を後にした。

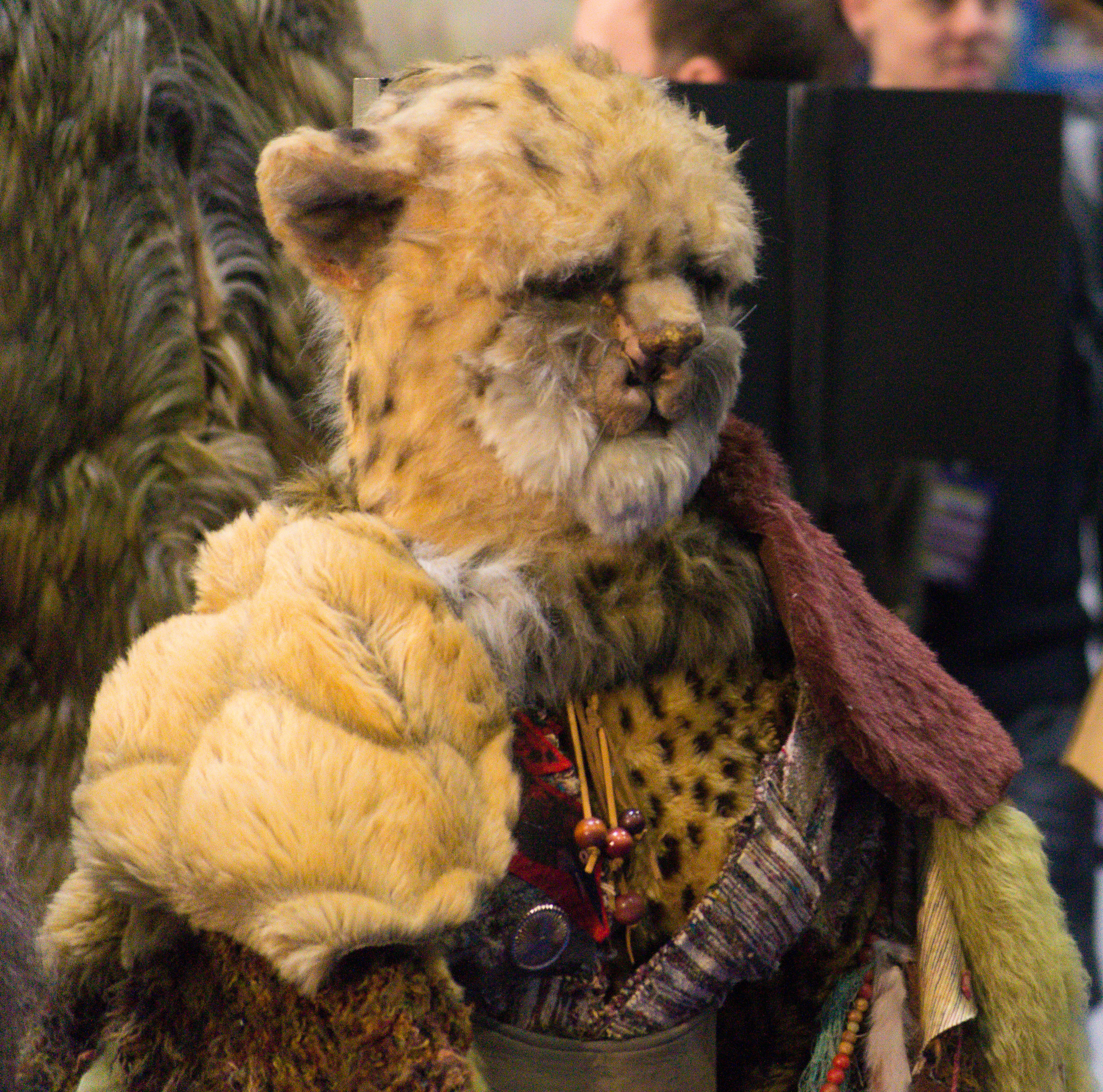
チーター

マスターは“The Keeper of Traken”で再登場し、この時の俳優はジオフレイ・ビーバースであった。死にかけながら、マスターは帝国の技術を利用して蘇るべくトラケン連合に来訪した。陰謀は頓挫したが、マスターはアンソニー・アインリーが演じるトレマスというなのトラケン人科学者の肉体に中身を移し、宿主の精神を上書きして死を誤魔化すことに成功する。マスターはそれからクラシックシリーズの残りのエピソードに何度も登場するが、あわよくば新たな再生サイクルを使って寿命を延ばそうとしていた。クラシックシリーズにおけるマスターの最後の登場は“Survival”であり、チーターの惑星に閉じ込められてその影響下に置かれ、狂暴性が増大した。マスターは惑星からの脱出に成功するが、7代目ドクターを殺害する寸前に惑星へ戻る羽目になった。

### ダーレクによる死刑執行
マスターは1996年のテレビ映画にメインキャラクターとして登場し、この時はエリック・ロバーツが演じた。
プロローグではゴードン・ティップルがわずかに演じているマスターが邪悪な犯罪への断罪としてダーレクにより処刑される。しかし彼が明白に死ぬ寸前、マスターは遺体を7代目ドクターがガリフレイに運ぶよう要求していた。しかしながら、ゲイリー・ラッセルによる映画の小説版で語られているように、マスターはモーファントと呼ばれる蛇のような状態に精神を変化させることで処刑を生き残っていた。この解釈は小説 Eighth Doctor Adventures  の最初の作品“The Eight Doctors”（テレンス・ディックス著）で明かされた。また、Doctor Who Magazine のコミックストリップストーリー“The Fallen”でも使用されており、モーファントは惑星スカロ原産の変態動物であるとされている。
マスターはモーファントの肉体を利用して遺体の安置されたコンテナから脱出し、ターディスの制御盤を破壊して二千年紀の初めの地球サンフランシスコにターディスを墜落させた。そこから彼はブルースという名の救急隊員にモーファントを忍ばせて彼を支配する。マスターは通常の催眠能力の代わりに、宿主を精神的に支配するための手段および武器として酸のような液体を吐けるようになっていることに気付くが、体が退化するため人間の宿主がもたないことを悟る。マスターは「ハーモニーの目」にアクセスして8代目ドクターの残った再生体を奪おうとするが、失敗して吸い込まれておそらく死亡した。

### ヤナ教授とハロルド・サクソン
2005年に番組が復活したとき、9代目ドクターは自分以外のタイムロードが全てダーレクとともにタイムウォーで命を落としたと確信していた。

サクソンの選挙ポスター

シリーズ2およびシリーズ3ではハロルド・サクソンあるいはサクソンという名前の人物が複数のエピソードで言及されている。ヴィクター・ケネディの読んでいる新聞記事に「サクソンが64％でリードしている」と記載されていた。ラクノスの宇宙船に対してイギリス軍に攻撃を命じたのはサクソンであり、地球外生命体の存在をサクソンが証明したというニュースも放送され、サクソンへの投票を呼び掛ける張り紙も確認された。マーサ・ジョーンズの母フランシーヌは娘にドクターは危険だと電話で警告しており、その情報源はハロルド・サクソンであった。
また、西暦50億43年で10代目ドクターと再会したフェイス・オブ・ボーは彼に「君は一人ではない（You Are Not Alone.）」と告げている。

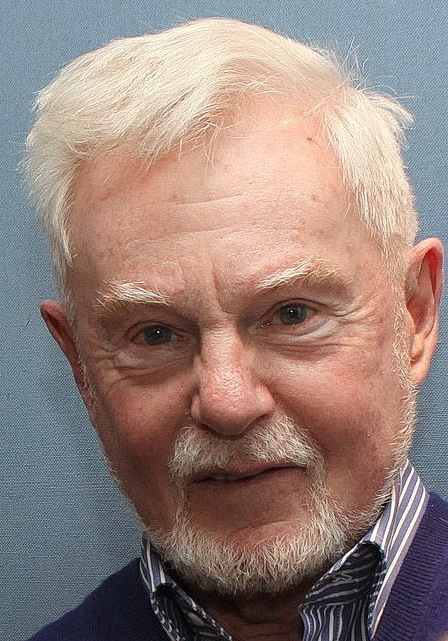
5代目マスターを演じたデレク・ジャコビ

後にドクター達が出会ったヤナ教授がマスターの仮の姿であり、タイム・ウォーから逃れるために人間になって宇宙の終焉時代に潜んでいたことが明かされる。ドクターとジャック・ハークネスの会話を聞いているうち、自らの持っていた銀時計に興味を抱き、それを開いてマスターの魂が再び肉体に宿って生物学的にもタイムロードとして復活する。チャン・ゾーに撃たれたマスターはドクターのターディスを奪ってジョン・シムが演じる若い姿へ再生し、21世紀へ逃亡した。

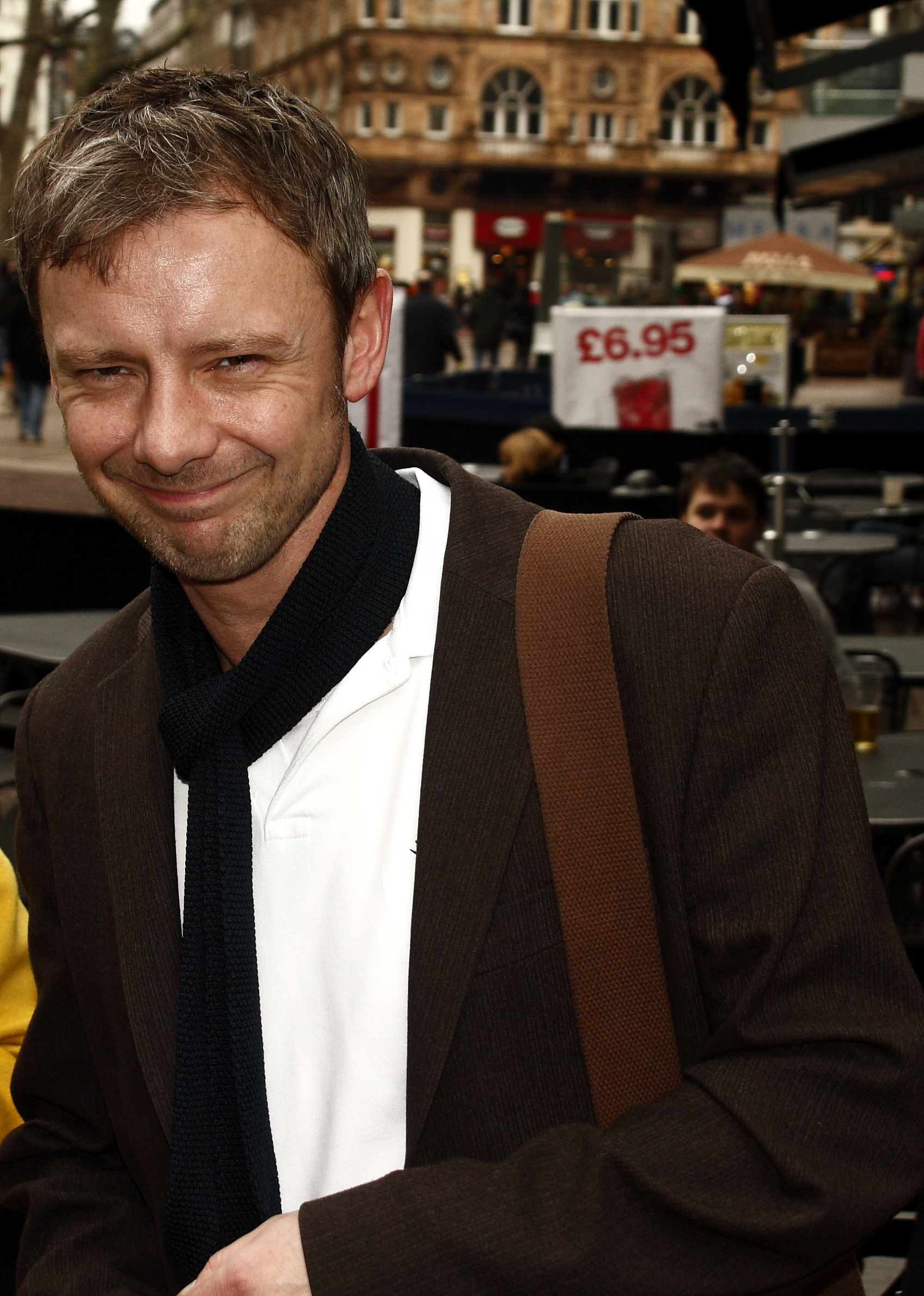
6代目マスターを演じたジョン・シム

マスターはターディスをパラドックス・マシンに改造して歴史改変を可能とした上でハロルド・サクソンとして活動を始め、ルーシー・サクソンを娶り、マーサの家族を拉致してトーチウッドメンバーをヒマラヤ送りにする。自らが開発に携わった空中空母ヴァリアントでアメリカ合衆国大統領を間接的に殺害し、自身が連れてきた球体型異星人トクラフェインを駆使して地球を征服した。マスターは頭の中で鳴り響くドラムの音に支配されており、彼が8歳のときにタイム・ヴォルテックスを覗いて精神を病んだことがドクターの口から語られている。地球を征服した後に地球上に大規模なミサイル基地を建設して宇宙戦争を企てていたが、1年をかけたマーサの計画により阻止され、パラドックス・マシンも破壊されて歴史が元に戻り、ルーシーに射殺され再生せず死を選んだ。
遺体はドクターが火葬したが、マスターの信奉者により指輪が回収されており、復活の儀式が執り行われる。ルーシーの妨害によってマスターは不完全な状態で蘇生し、電気エネルギーを放つ食欲に飢えた白髪の怪物となる。全人類を自分と同一の存在にする装置を開発して起動し、いまだ消滅していなかったドラムの音の解決を図る。ドラムの音はタイムロックから脱出しようとしていたガリフレイの最高評議会により仕掛けられたものであると発覚し、狂気の元凶であるラシロンを前にしたマスターはドクターと協力して彼らをタイムウォーの時代へ戻した。このときドクターは地球に残されたが、マスターはタイムロードとともにガリフレイに引き戻された。
この後のマスターの物語はオーディオドラマや小説やコミックで様々に描かれていたが、2017年に本編で再登場を果たす。ブラックホールの重力圏から逃げられなくなったマスターは惑星モンダスのコロニーシップの最下層で生活し、病人や負傷者をサイバーマンにアップグレードしていた。12代目ドクターのコンパニオンであるビル・ポッツをもサイバーマンに改造し、さらに未来の自分であるミッシーを仲間に引き込んだが、ドクターの機転により自らもサイバーマンのアップグレード対象にされてしまい、ドクターとともにサイバーマンに立ち向かわざるを得なくなる。圧倒的な兵力差ゆえにミッシーとともに逃亡を図るが、最終的にドクターの味方についた彼女と互いに殺し合い、ターディスに乗って逃亡して再生した。

### ミッシー

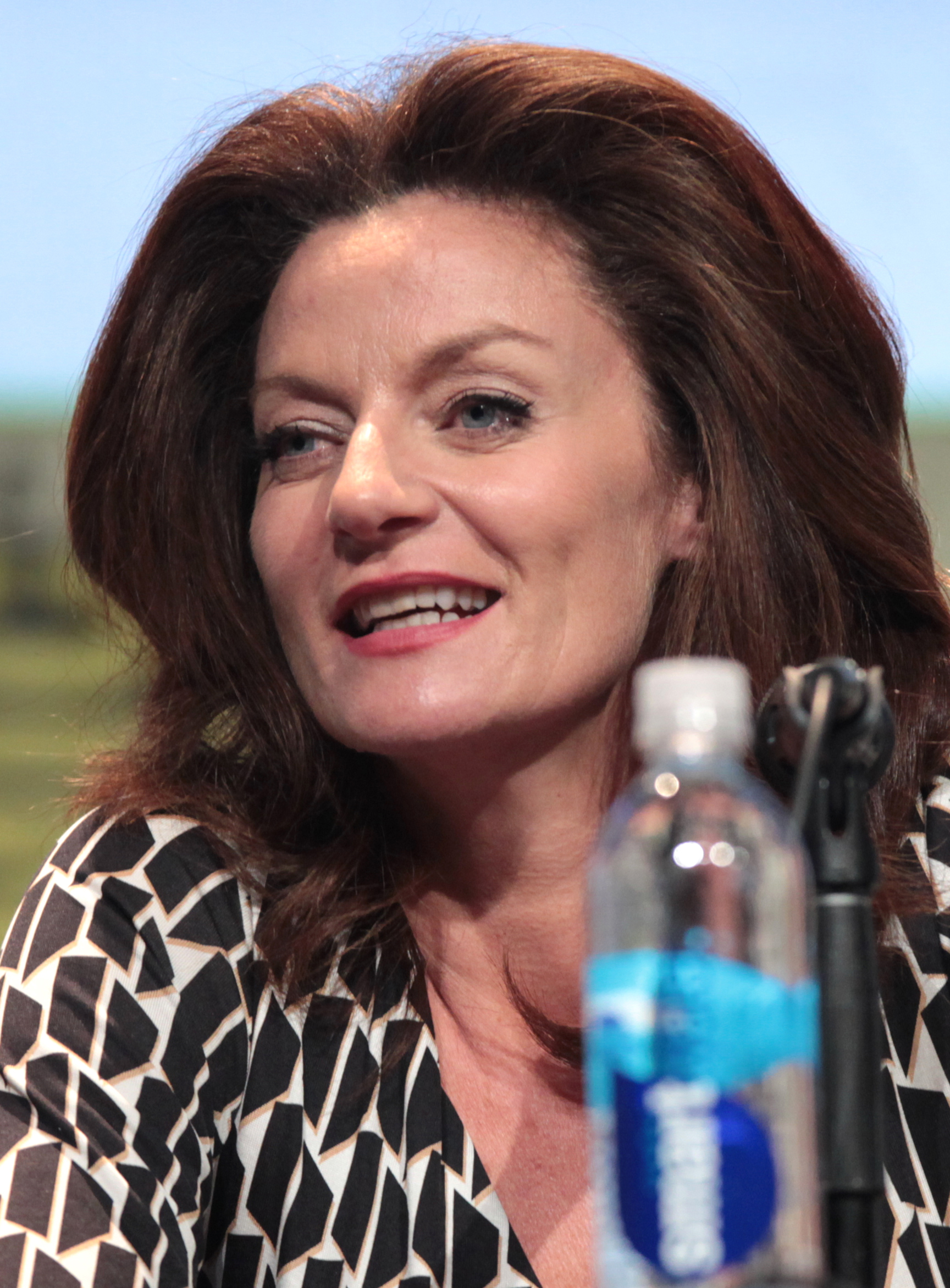
ミッシーを演じたミシェル・ゴメス

マスターはミシェル・ゴメスが演じる女性の体となって再登場を果たし、ミストレスの短縮形でミッシーと自称する。インターネットの接続に関して窓口へ電話したクララ・オズワルドの電話を11代目ドクターへ繋いで両者を出会わせた張本人であり、新聞広告に細工を施して12代目ドクターとクララを事件解決へ導いたのも彼女である。本編に直接姿を現し、ドクターやクララが出会った人物のうち死亡した者と面会していた。その実態はガリフレイのマトリックスデータスライスを用いて死後の世界を仮想空間として作り上げ、死者の魂をサイバーマンに格納して軍隊を創設することだった。サイバーマンの軍団をドクターへプレゼントするが拒否された上に爆破され、サイバーマン化していたレスブリッジ・スチュワートに撃たれて死亡した。
サイバーマンの光線を転送エネルギーに変換して生きていたことが翌年のシリーズで発覚する。UNITを挑発してクララを呼び出し、ドクターに死期が迫っていることを彼女に伝え、彼女と共に惑星スカロでダヴロスに立ち向かう。ダヴロスの計画からドクターを救い出すが、クララをダーレクの中に入れて事情を知らないドクターにクララを殺すように仕向け、激怒したドクターから逃げるよう指示される。逃げた結果無数のダーレクに包囲されるが、「良い計画がある」と彼らに告げた。
マスター役としてのミシェル・ゴメスの最終シーズンはシリーズ10である。12代目ドクターは大学の地下にある金庫を守る約束があるとビル・ポッツに話すが、この金庫の中に居るのが処刑を免れて善人になると誓ったミッシーであった。地球を支配した僧侶を倒す方法をドクターに語っており、この時の様子は依然と何ら変わらず人命を軽視しているようであるが、これまでに命を奪った何百万人もの命に涙を流す描写がある。ミッシーの心情の変化は各エピソードで描かれており、ドクターのターディスを修理して火星へ迎えに来る、怪物の封印のため無限に闘い続ける少年少女に関して感傷に浸るといった描写が見られる。ブラックホール付近で救難信号を発する船にてビルとナードルとともに救助活動をする試験がドクターにより開催されるが、ここで過去の自分と遭遇し、ジョン・シムが演じるマスターとともにサイバーマンの創世記に立ち会う。過去の自分とともにドクターを追い詰めたが、サイバーマンに追われる身となってドクターに協力し、過去の自分を刺してターディスに送って再生させる。この時過去の自分から反撃を受けて撃たれ、再生できないまま死亡した。